# Kabinet-Koeiman
Het kabinet-Koeiman was een Curaçaos kabinet. Het was een coalitie van de Partido Man (MAN), de Partido Alternativa Real (PAR), de Nationale Volkspartij (PNP) en Pueblo Soberano (PS).
Het kabinet stond onder leiding van minister-president Hensley Koeiman en werd beëdigd op 23 december 2016 door de gouverneur van Curaçao, als opvolger van het kabinet-Whiteman II. De totstandkoming van het kabinet had 2,5 maand geduurd. De post van Minister van Onderwijs, Wetenschap, Cultuur en Sport bleef vacant nadat Elsa Rozendal, de beoogde kandidaat-minister, hiervan afzag op verzoek van haar partij. Teneinde het kabinet te verbreden wilde de MAN deze post openhouden voor de onderhandelingen met Un Kòrsou Hustu van Omayra Leeflang. De ingezette onderhandelingen liepen begin februari stuk.
Op 12 februari 2017 viel het kabinet al, nadat de parlementsleden van Pueblo Soberano hun steun introkken en de regering niet meer op een meerderheid in de Staten kon rekenen, en werd het kabinet demissionair.
Het kabinet-Koeiman werd op 24 maart 2017 opgevolgd door het kabinet-Pisas.

## Bewindslieden
| Ministerie                                              | Minister                   | Periode                 | Partij                   | Opmerkingen                                                               |
| ------------------------------------------------------- | -------------------------- | ----------------------- | ------------------------ | ------------------------------------------------------------------------- |
| Minister-President                                      | Hensley Koeiman            | 23-12-2016 - 24-03-2017 | Partido MAN              | Tevens minister van Algemene Zaken                                        |
| Minister van Gezondheid, Milieu en Natuur               | Zita Jesus-Leito           | 23-12-2016 - 24-03-2017 | Partido Alternativa Real | Tevens viceminister-president                                             |
| Minister van Onderwijs, Wetenschap, Cultuur en Sport    | vacant                     |                         |                          | portefeuilles herverdeeld                                                 |
| Minister van Sociale Ontwikkeling, Arbeid en Welzijn    | Jaime Córdoba              | 23-12-2016 - 24-03-2017 | Pueblo Soberano          |                                                                           |
| Minister van Justitie                                   | Ornelio Martina            | 23-12-2016 - 24-03-2017 | Nationale Volkspartij    |                                                                           |
| Minister van Bestuur, Planning en Dienstverlening       | Ruthmilda Larmonie-Cecilia | 23-12-2016 - 24-03-2017 | Pueblo Soberano          |                                                                           |
| Minister van Financiën                                  | Kenneth Gijsbertha         | 23-12-2016 - 24-03-2017 | Partido MAN              | Was tevens informateur en formateur bij de totstandkoming van het kabinet |
| Minister van Verkeer, Transport en Ruimtelijke Planning | Suzanne Camelia-Römer      | 23-12-2016 - 24-03-2017 | Nationale Volkspartij    |                                                                           |
| Minister van Economische Ontwikkeling                   | Eugene Rhuggenaath         | 23-12-2016 - 24-03-2017 | Partido Alternativa Real |                                                                           |

## Gevolmachtigd ministers
| Functie                                   | Benoemd        | Partij      | Opmerkingen                            |
| ----------------------------------------- | -------------- | ----------- | -------------------------------------- |
| Gevolmachtigd minister in Den Haag        | Eunice Eisden  | Partido MAN | tevens rijksminister met eigen kabinet |
| Plv. Gevolmachtigd minister in Den Haag   | Anthony Begina | PAR         |                                        |
| Gevolmachtigd minister in Washington D.C. | Xavier Prens   |             | zetelt op de Nederlandse ambassade     |

Schotte ·
Betrian ·
Hodge ·
Asjes ·
Whiteman I ·
Whiteman II ·
Koeiman ·
Pisas I ·
Rhuggenaath ·
Pisas II